# Старий Новий рік (фільм, 1980)
«Старий Новий рік» (рос. «Старый Новый год») — радянська сатирична комедія режисерів Наума Ардашникова і Олега Єфремова. Після успішного інсценування у МХАТі (постановка Олега Єфремова) п'єси Михайла Рощина, майже з тим же акторським складом, була екранізована на Мосфільмі. Одна з найбільш значних робіт у творчості Наума Ардашникова.

## Сюжет
Переддень Старого Нового року. Дві сім'ї — представники робітничого класу Себейкіни (справляють новосілля) і інтелігенції Полуорлови — справляють свято. Петро Полуорлов повертається ввечері додому, де все готово для свята в дуже поганому настрої. Він розчарований в житті й в усіх своїх досягненнях. Матеріальні блага та облаштована квартира — це не те заради чого він жив. Дружина і родичі щиро не розуміють чому він раптом вирішив викинути з квартири на сходовий майданчик меблі, телевізор і піаніно. Петро Себейкін теж не знаходить спільної мови з рідними. Він трудився все життя, прагнув до добробуту і достатку в родині, але все це раптом виявляється ні до чого.
Полуорлов і Себейкін, посварившись з рідними та грюкнувши дверима, йдуть з друзями зі своїх квартир. Дві чоловічі компанії об'єднуються в лазні, де їм після парня і кухлі пива належить зрозуміти напрямок подальшого сімейного життя.

## У ролях
| Актор                | Роль                         |
| -------------------- | ---------------------------- |
| В'ячеслав Невинний   | Петро Себейкін               |
| Олександр Калягін    | Петро Полуорлов              |
| Євген Євстигнєєв     | Іван Адамич, повсюдний сусід |
| Ксенія Мініна        | Клава Себейкіна              |
| Ірина Мірошниченко   | Клава Полуорлова             |
| Петро Щербаков       | Гоша                         |
| Анастасія Немоляєва  | Ліза Себейкіна               |
| Валентин Карманов    | Федя Полуорлов               |
| Віктор Петров        | Вася                         |
| Наталія Назарова     | Нюра                         |
| Георгій Бурков       | тесть Себейкіна              |
| Валерія Дементьєва   | теща Себейкіна               |
| Тетяна Забродіна     | Люба                         |
| Володимир Трошин     | Любин чоловік                |
| Лілія Євстигнєєва    | Інна                         |
| Марина Добровольська | Даша                         |
| В'ячеслав Степанов   | Валерик                      |
| Борис Щербаков       | Студент                      |
| Євгенія Ханаєва      | Анна Романівна               |
| Тетяна Нікітіна      | епізод                       |
| Сергій Нікітін       | епізод                       |

## Знімальна група
- Автор сценарію:  Михайло Рощин
- Режисери-постановники:  Наум Ардашников, Олег Єфремов
- Оператори-постановники: Наум Ардашников, Григорій Шпаклер
- Художники-постановники:  Борис Бланк, Володимир Фабриков
- Композитор:  Сергій Нікітін
- Пісні на вірші  Б. Пастернака
- Звукооператор: Ян Потоцький
- Режисер — А. Шир-Ахмедова
- Оператор — Л. Андріанов
- Художник по костюмах — А. Будникова
- Монтажер — Т. Єгоричєва
- Художник-гример — Н. Желманова
- Комбіновані зйомки:

* Оператор — В. Жанов
* Художник — О. Рудаченко
- Редактор — І. Наумова
- Музичний редактор — М. Бланк
- Директор картини — Л. Кушелевич